# Мартинов Михайло Олексійович
Михайло Олексійович Мартинов (1828–1891) — російський державний діяч, сенатор, таємний радник (1874).

## Життєпис
Народився 18 (30) жовтня 1828 року (також вказується 14 жовтня 1828 і 1829). У службі класному чині з 1848 року після закінчення Імператорського училища правознавства.
У 1863 році призначений дійсним статським радником, членом Ради Головного управління у справах друку.
З 1866 року по 1878 рік — Полтавський губернатор.
У 1874 році був призначений таємним радником. З 1878 по 1891 роки сенатор, який присутній та першоприсутній у Першому та Касаційному департаментах Урядового сенату та товариш міністра внутрішніх справ Лева Макова.
Був нагороджений усіма російськими орденами до ордену Святого Олександра Невського наданого йому 1 січня 1887 року.
Помер 18 (30) жовтня 1891 року. Похований на цвинтарі Новодівочого монастиря.

## Родина
Дружина: Олександра Огарьова (18.11.1839-26.10.1891) — дочка генерал-ад'ютанта Миколи Огарьова.